# غلام‌حسین کوهی

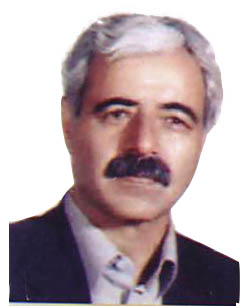

غلام‌حسین کوهی (زادهٔ ۱۰ ژانویهٔ ۱۹۵۱) یک دوچرخه‌سوار پیشین اهل ایران است. او در بازی‌های المپیک تابستانی ۱۹۷۲ و بازی‌های المپیک تابستانی ۱۹۷۶ به‌رقابت پرداخت.
قهرمان آسیا و عضو تیم ملی دوچرخه سواری ایران در چندین سال متوالی بوده است. سرمربی تیم‌ملی دوچرخه سواری ایران در چندین سال متوالی 
موسس /سرپرست و مربی تیم (دوچرخه سواری )باشگاهی حرفه ای دانشگاه آزاد
کارشناسی ارشد تربیت بدنی 

## مدالها و عناوین
بر اساس سایت فدراسیون دوچرخه سواری ایران . 
کیهان ورزشی شماره 2796
قهرمانی در چندین تور داخلی (مسابقات داخل ایران ) از سال 1348تا 1354
عضو تیم باشگاه تاج سابق 
نایب قهرمان مسابقات ایران -شوری سابق 1971
عضو تیم ملی و شرکت در المپیک 1972 مونیخ 
قهرمانی و نایب قهرمانی در بازیهای آسیایی 1974تهران در موارد 100کیلومتر و 180کیلومتر 
نایب قهرمان 1975 آسیا در فیلیپین در ماده استقامت 
قهرمان تور بین المللی دور دریای مدیترانه 1975 ترکیه 
قهرمان تور الجزایر 
عضو تیم ملی و شرکت در المپیک 1976 مونترال 
چندین سال مربی  تیم ملی دوچرخه سواری ایران 
داور در مسابقات  و مسابقات بین المللی ایران
عضو کمیته فنی فدراسیون دوچرخه سواری ایران  
همچنین فعالیت به عنوان مربی و داور  در مسابقات دوچرخه سواری  آموزشگاه های ایران  
مربی و سر مربی تیم ملی دوچرخه سواری در چندسال متوالی  در مسابقات  بین المللی و تور های خارجی از جمله 
قهرمانی آسیا -بازی های آسیایی 1984هیروشیما 
بازی های آسیایی 1986 سئول و المپیک 1988 سئول و المپیک استرالیاو........ 
موسس /سرپرست و مربی تیم باشگاهی حرفه ای  دانشگاه آزاد  
دریافت عنواین متعدد مسابقات داخل ایران و بین المللی  با تیم دانشگاه آزاد  بین سال های 2005 تا 2012 شامل قهرمانی 
در چندین دوره لیگ برتر ایران و کسب عنوان قهرمانی در تورهای ببین الملی داخلی و خارجی
شامل کسب مقام  اول تیم حرفه ای در آسیا در چند دوره و چند تور بین المللی دیگر 